# Cyathea approximata
Cyathea approximata är en ormbunkeart som beskrevs av Roland Napoléon Bonaparte. Cyathea approximata ingår i släktet Cyathea och familjen Cyatheaceae. Inga underarter finns listade.